# 第1軍団パルティカ

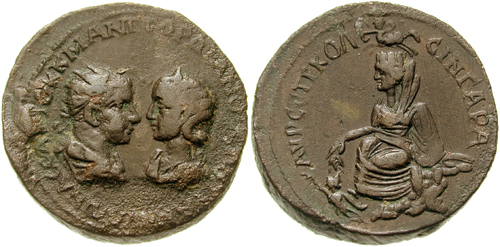
ゴルディアヌス3世の治世下、軍団の駐屯地シンガラで造幣された同時代の貨幣。第1軍団パルティカの紋章であるケンタウロスが見受けられる。

第1軍団パルティカ(Legio I Parthica)は、ローマ軍団の一つ。西暦197年にローマ皇帝セプティミウス・セウェルスによって、パルティア遠征のために編成された。軍団は中東に駐屯し、その所在は5世紀初頭まで記録として残されている。紋章はケンタウロス。
197年にセウェルスによって3軍団を編成。第1軍団、第2軍団、第3軍団ともに「パルティカ」と名付けパルティア遠征を行った。遠征が成功裏に終わると、その中の第1軍団パルティカ、第3軍団パルティカのみが現地に残留、メソポタミア流域のシンガラ（Singara - 現イラン北部）を駐屯地とし、断続的に起こる反乱やパルティアからの東部領域の侵略に対する備えとした。
この軍団の軍団兵は通常別の属州に派遣される事が多く、具体的にはリュキア、キリキア、キュレナイカなどに送られた。
360年、軍団はサーサーン朝ペルシアの攻勢に対して敗れ、その後ニビリス（Nibilis -現シリアとトルコ国境付近）に転属となる。しかしそこでもサーサーン朝の攻撃を受け363年にニビリスは降伏する事となる。その後軍団はコンスタンティアナへ転属、5世紀まで駐在していた事が記録に残されている。